# Altstrimmig
Altstrimmig település Németországban, Rajna-vidék-Pfalz tartományban. Lakosainak száma 342 fő (2023. december 31.). Altstrimmig Mörsdorf, Bruttig-Fankel, Ellenz-Poltersdorf és Forst községekkel határos.

## Népesség
A település népességének változása:
| Lakosok száma | 383  | 336  | 336  | 339  | 344  | 342  |
|               | 1975 | 2017 | 2019 | 2021 | 2022 | 2023 |